# Шалиначки луг
Шалиначки луг је шумско подручје у Србији. Налази се 10 km источно од Смедерева, у пространој равници Годоминског поља, насталој наплавинама Велике Мораве, у подручју њеног ушћа у Дунав. Непосредно га окружују насеља Шалинац и Кулич, а у широком луку и некадашња окука (меандар) Велике Мораве, која је данас мртваја.
Представља високу, скоро једно-добну, чисту састојину, коју чини више од 200 столетних храстова лужњака (лат. Quercus robur), некада у заједници са пољским јасеном (лат. Fraxinus angustifolius). Заштићено подручје обухвата површину од 19 ha. 
Старост ове састојине се процењује у распону од 200 до 300 година. Просечне димензије храстова су: висина стабла 17,58 m; пречник крошње 15,43 m; обим дебла 4,14 m и пречник дебла 1,32 m.
Шалиначки луг је једина преостала састојина некадашњих шума храста лужњака и пољског јасена, које су до пре неколико стотина година покривале поплавна подручја у долини Мораве и Дунава. Права је реткост не само на подручју Србије, већ и на ширим, балканским просторима.